# NGC 4759A
NGC 4759A (другие обозначения — NGC 4776, MCG -1-33-36, HCG 62B, PGC 43754) — линзообразная галактика (S0) в созвездии Девы.
Эта галактика состоит в центральной паре своей группы HCG 62 совместно с NGC 4778, расстояние между ними составляет 8 килопарсек и они находятся в процессе слияния. Центр наблюдаемой области рентгеновского излучения от данной группы соответствует положению этой пары галактик.
Этот объект занесён в Новый общий каталог дважды, с обозначениями NGC 4759A и NGC 4776.